# Alexis Valdés
Alexis Valdés Gutiérrez (l'Havana, 16 d'agost de 1963) és un actor, cineasta, humorista, guionista, monologuista, productor, compositor i intèrpret cubà.
Fill de l'actor humorístic cubà Leonel Valdés (m. 2010) i una professora, després de llicenciar-se en enginyeria i portar deu anys actuant en Cuba, s'instal·la en Espanya en la dècada dels 90 on es fa conegut gràcies a les seves intervencions en programes com El club de la comedia. En 2005, actua, dirigeix i produeix la seva primera pel·lícula Un rey en La Habana.
Actualment resideix a Miami (Estats Units). Està casat amb Claudia Valdés, una actriu que sovint col·labora amb ella, i amb la qual va tenir una filla el 2018, Lucía.

## Filmografia
- Arrobá (2013)
- Locos por el Surf (2007) (Veu)
- Colegas en el bosque (Veu)
- Un ajuste de cuentas (2006)
- Madagascar (2005) (Veu)
- 90 millas (2005)
- Un rey en La Habana (2005)
- El oro de Moscú (2003)
- Clara y Elena (2001)
- Tuno negro (2001)
- Torrente 2: Misión en Marbella (2001)
- Tatawo (2000)
- Salsa (2000)
- París-Tombuctú (1999)
- El siglo de las luces (1992)
- María Antonia (1991)

Fins a desembre de 2012 va estar com a presentador del xou humorístic Esta noche tu night (a Miami),on no sols rep músics, humoristes. sinó que interpreta una de les joies de la seva carrera: Cristinito. Cal destacar, que aquest polifacètic actor ha començat a incursionar de manera professional en la música, resultat d'això és el seu primer single: "El Cariñito".

## Televisió
- Las Campos (2018) Telecinco
- Olmos y Robles (2015) TVE
- Sopa de gansos (2015) Cuatro
- Esta noche tu night (Mega TV)[7]
- Seguro que Yes a Miami
- Casi perfectos (2004–2005) Antena 3
- El Club de la Comedia (2000-2004) Canal + i Telecinco
- El inquilino (2004) Antena 3
- Casi Perfectos (2004-2005)
- Aída (1 capítol-2005) Telecinco
- Humor se escribe con H. (2000–2001). TVE 1
- La primera noche (2000–2001). ETB
- Casi todo a cien. 2000 Telemadrid
- La vuelta al mando. 2000–2001. A3Tv
- El Comisario. 1999. Tele 5
- Ellas son así. 1999. Tele 5
- Gala de la Hispanidad. 1998. Tele 5
- Donas de Aigua. 1998. TV3
- Vidas cruzadas. 1997. TV3 i Canal Sur
- Terra Indigo. 1996. TF 1 França
- Sabadazo en Cuba, Cubavisión (Cuba)
- Aventuras "Los Pequeños Fugitivos" (1988) (Cuba)

## Teatre
- Alexis Valdés, solo contigo, Teatro Manuel Artime, Miami (Abril de 2005)
- Un cubano en la corte del Rey Juan, Autor e intérprete. Teatro Infanta Isabel en Madrid
- Gira per Espanya (2003-2005), amb Un cubano en la corte del Rey Juan
- Teatro Venevisión Internacional Miami (Octubre de 2004) Presenta l'obra Un cubano en la corte del Rey Juan
- 5 Hombres.com, Teatro Alcázar en Madrid (2000-2001)
- Me sale de mi cabecita, Autor i intèrpret. Teatro Alfil de Madrid (1998-1999).
- Me sale de mi cabecita, Sala Montaner Barcelona (1997-1998).
- Guys and Dolls, Dir. Mario Gas. Teatre Nacional de Catalunya (1998)
- La Tempestad, Dir. Calixto Bieito. Festival d'Almagro, Festival Grec. Teatro Nuevo Apolo Madrid (1997)
- Angels a Amèrica, Dir. Josep Maria Flotats. Teatre Nacional de Catalunya (1996-1997)